# TuS Neuenrade
Der TuS Neuenrade (offiziell: Turn- und Sportverein Neuenrade e.V.) ist ein Sportverein aus Neuenrade im Märkischen Kreis. Die Fußballmannschaft spielte sieben Jahre in der höchsten westfälischen Amateurliga und wurde 1974 Westfalenmeister.

## Geschichte
Die Wurzeln des Vereins gehen bis in das Jahr 1862 zurück. Die Fußballabteilung besteht seit 1905. Darüber hinaus bietet der Verein die Sportarten Badminton, Handball, Judo, Leichtathletik, Radsport, Schwimmen, Skisport, Tennis, Tischtennis, Turnen und Volleyball an.
Die Fußballabteilung hatte in den 1970er Jahren ihre erfolgreichste Zeit. Im Jahre 1970 gelang der Mannschaft der Aufstieg in die seinerzeit viertklassige Landesliga Westfalen. Dort schaffte die Mannschaft auf Anhieb den Durchmarsch in die Verbandsliga Westfalen, die seinerzeit höchste Amateurliga Westfalens. Nach Platz elf in der Aufstiegssaison und Platz fünf im Jahr darauf wurden die Neuenrader im Jahre 1974 zunächst Meister der Verbandsligagruppe 2 mit fünf Punkten Vorsprung auf den SSV Hagen. In den Endspielen um die Westfalenmeisterschaft setzte sich der TuS mit 3:0 und 4:2 gegen den Meister der Parallelstaffel SC Recklinghausen durch und qualifizierte sich für die Deutsche Amateurmeisterschaft. Dort setzte sich die Mannschaft in der ersten Runde zunächst knapp gegen die SpVgg Preußen Hameln durch und scheiterte dann im Viertelfinale am VfB 06/08 Remscheid. 

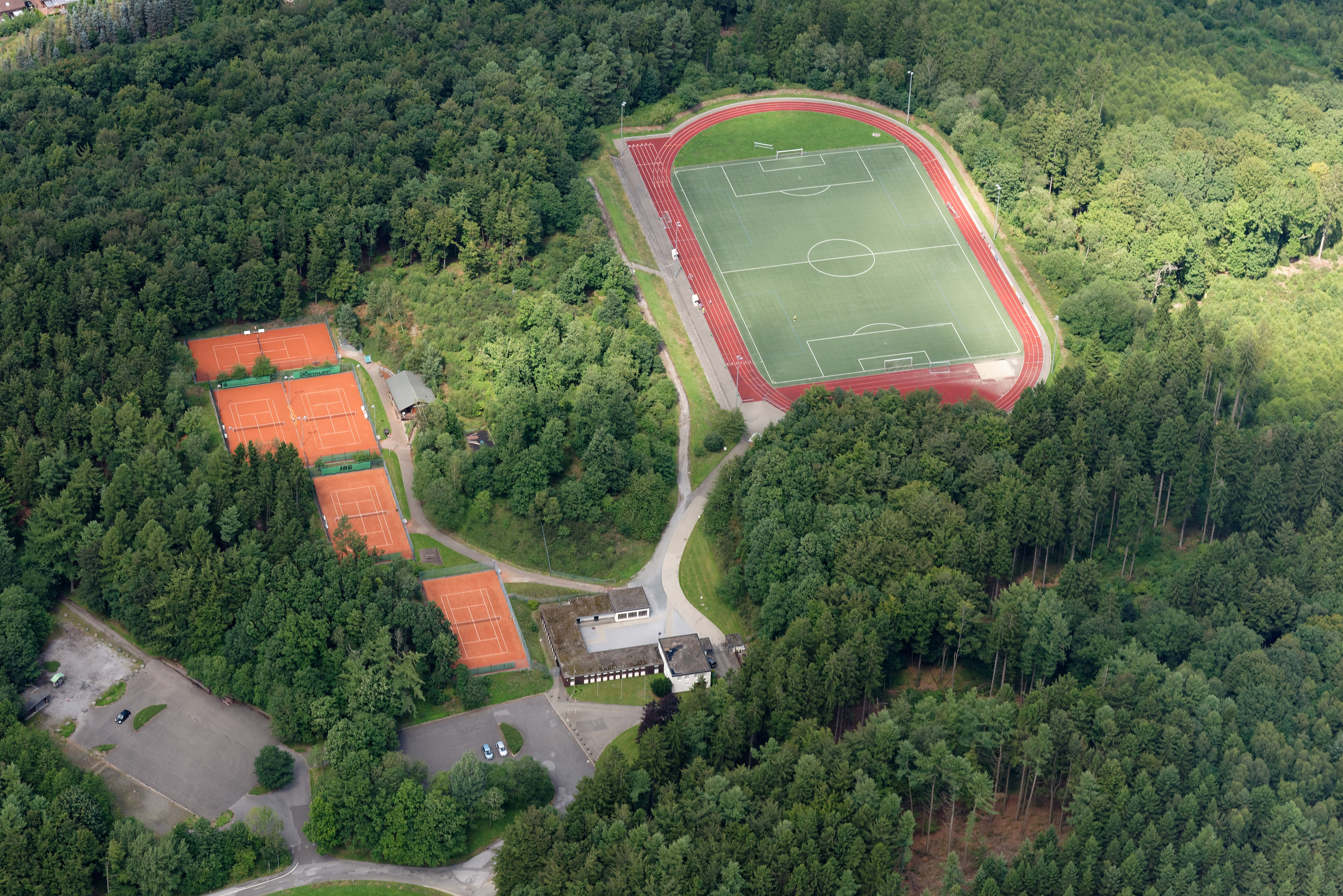
Das Waldstadion

Aufgrund der Auflösung der Regionalliga zugunsten neuen 2. Bundesliga verblieb der TuS Neuenrade in der Verbandsliga, wo die Mannschaft nicht mehr an den Erfolg anknüpfen konnte. Die Neuenrader rutschten ins Mittelmaß ab und verpassten im Jahre 1978 die Qualifikation für die neu geschaffene Oberliga Westfalen. Ein Jahr später stieg der TuS aus der Verbandsliga und 1985 auch aus der Landesliga ab. Im Jahre 1991 konnte der TuS noch einmal für zwei Jahre in die Landesliga aufsteigen. In den folgenden Jahren pendelte die Mannschaft zwischen Bezirksliga und Kreisliga A. Seit dem Abstieg im Jahre 2007 spielten die Neuenrader in der Lüdenscheider Kreisliga A. 2019 gelang der Aufstieg in die Bezirksliga.

## Persönlichkeiten
- Marc Nölke
- Bernhard Wessel